# Saved from the Sea (film 1909)
Saved from the Sea è un cortometraggio muto del 1909 diretto da Lewin Fitzhamon.

## Trama
Un marinaio si salva da un naufragio e torna a casa giusto in tempo per impedire che la sua famiglia venga sfrattata di casa.

## Produzione
Il film fu prodotto dalla Hepworth.

## Distribuzione
Distribuito dalla Hepworth, il film - un cortometraggio di 91,4 metri - uscì nelle sale cinematografiche britanniche nel novembre 1909.
Si conoscono pochi dati del film che, prodotto dalla Hepworth, fu distrutto nel 1924 dallo stesso produttore, Cecil M. Hepworth. Fallito, in gravissime difficoltà finanziarie, il produttore pensò in questo modo di poter almeno recuperare il nitrato d'argento della pellicola.